# Стеринк, Эд
Эд Стеринк (нидерл. Eduward A.J. Starink; 17 декабря 1952, Апелдорн, также известен под псевдонимом Star Inc.) — нидерландский композитор, аранжировщик, музыкант, музыкальный продюсер, один из пионеров электронной музыки, играющий в основном на синтезаторах и фортепиано.
Был увлечён музыкой с детства и самостоятельно научился играть на многих музыкальных инструментах. Во время учёбы работал в нескольких крупных студиях звукозаписи в Нидерландах. В качестве клавишника выступал вместе с группой Beach Boys (играл на органе Хаммонда) и Дэвидом Боуи. В 1976 году завершил получение высшего образования и начал вести собственные лекции в музыкальной академии.
Его дебютный альбом назывался Cristallin. Самыми известными записями Стеринка являются его кавер-версии других хитов, музыки из фильмов и телесериалов, выпущенные его собственным лейблом Star Inc.
С конца 1980-х годов Стеринк сотрудничал с компанией Arcade Records и выпустил серию «синтезаторных» альбомов, которые были выпущены в основном на европейском рынке. Его альбом Synthesizer Gold попал в 1993 году в Top-40 UK Albums Chart в Великобритании. Его предыдущий альбом, Synthesizer Greatest, достиг там 22-го места.
В 1996 году Стерник решил перестать создавать кавер-версии и переехал два года спустя на юг Франции.
После периода отдыха Стеринк решил осуществить свою мечту и написать эпос о Вселенной. В 2002—2003 годах он начал подготовительные работы и написание музыки для этого проекта и закончил свою работу над Piano Works весной 2012 года. Piano Works является первой частью Universe Symphony («Симфонии Вселенной») Стеринка и состоит из более чем десяти часов музыки; она была выпущена только в цифровом формате.